# Mân Thái
Mân Thái là một phường thuộc quận Sơn Trà, thành phố Đà Nẵng, Việt Nam.

## Địa lý

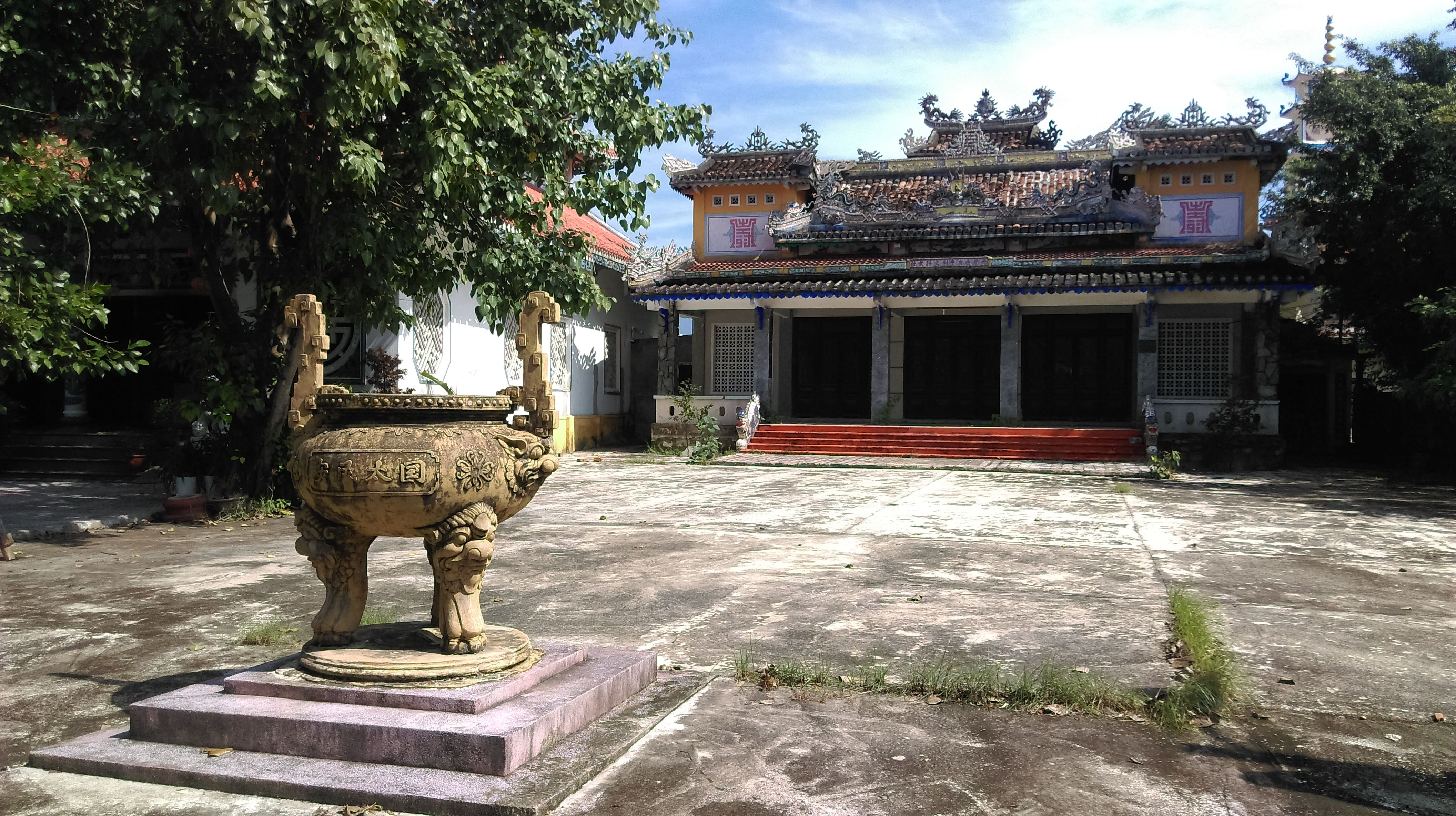
Đình làng Tân Thái

Phường Mân Thái có vị trí địa lý:
- Phía đông giáp Biển Đông
- Phía tây giáp phường Nại Hiên Đông
- Phía nam giáp phường An Hải Bắc và phường Phước Mỹ
- Phía bắc giáp phường Thọ Quang.

Phường Mân Thái có diện tích 1,74 km², dân số năm 2023 là 29.935 người, mật độ dân số đạt 17.204 người/km².

## Lịch sử
Ngày 24 tháng 10 năm 2024, Ủy ban Thường vụ Quốc hội ban hành Nghị quyết số 1251/NQ-UBTVQH15 về việc sắp xếp đơn vị hành chính cấp huyện, cấp xã của thành phố Đà Nẵng giai đoạn 2023 – 2025 (nghị quyết có hiệu lực từ ngày 1 tháng 1 năm 2025). Theo đó, điều chỉnh 0,57 km² diện tích tự nhiên và quy mô dân số là 10.004 người của phường Thọ Quang vào phường Mân Thái.
Phường Mân Thái có 1,74 km² diện tích tự nhiên và quy mô dân số là 29.935 người.